# Мицик Іван
Іва́н Ми́цик (псевдо: «Аскольд»; нар. 14 січня 1912, село Верхнє Синьовидне, нині смт Сколівського району Львівської області — † 1941) — український політичний діяч. Брат Романа Мицика.

## Життєпис
Був пластуном (пластунський псевдонім — Ванька): 7-ий курінь імені князя Льва (Львів), 57-ий курінь імені Івана Мазепи (Верхнє Синьовидне).
Належав до Української Військової Організації і Організації Українських Націоналістів.
1930 року закінчив гімназію у Львові.
16 червня 1931 року за вироком революційного трибуналу УВО-ОУН виконав замах на таємного агента польської поліції Євгена Бережицького. Засуджений польським судом до 20 років ув'язнення. На початку другої світової війни був звільнений з тюрми та призначений Крайовим Провідником ОУН (М). Іванові Мицику доручили вбити Степана Бандеру. Петро Мірчук так описує події того часу:
| Виконання вбивства Степана Бандери доручив Сушко Іванові Мицикові, що в тому часі прийшов з Краю. Іван Мицик як член УВО застрілив був 16 червня 1931 року у Львові українського студента Євгена Бережницького, якого УВО обвинувачувала в агентурній роботі на службі польської поліції. Зловлений Мицик був засуджений на 15 років тюрми і від дня атентату аж до розвалу Польщі перебував у польських тюрмах. Тому в праці ОУН він ніякої участи не брав і у внутрішніх конфліктах ОУН зовсім не визнавався. Знаючи Барановського з УВО, Мицик зголосився тепер до нього і став одним з перших «стовпів» ПУН. Його й вибрано на того, що мав вбити Степана Бандеру. Але він побоявся виконати це сам. Він пробував заангажувати до цього знайомого йому бойовика ОУН Дмитра Маївського-"Косара" в переконанні, що «Косар» є теж вірний ПУН-ові. Але «Косар» поінформував про те Бандеру і коли Мицик прийшов на зустріч, щоб передати револьвер, «Косар» узяв револьвер, плюнув Мицикові в лице, вибив по лиці і прогнав. Мицик, лякаючись відплати зі сторони Революційного Проводу за те ганебне намагання вбити Степана Бандеру, всім відомого героя революційної боротьби ОУН, на наказ польського провокатора Барановського, деякий час крився, а тоді з доручення ПУН повернувся в Україну, для підсилення роботи Куця, а якщо Куць загинув, то щоб на місце Куця стати Крайовим Провідником ОУН, лояльним ПУН-ові Мельника. Він дійшов до свого села Синевідсько-Вижного і пробував дістатися до ОУН в Україні через своїх односельчан, членів ОУН, конкретно через Костя Цмоця. Але коли він почав знеславлювати Бандеру, Цмоць викинув його з хати, остерігаючи, щоб він не пробував далі втручатися в сітку ОУН, бо це буде прийняте як провокація і його, як ворожого провокатора, може зустріти дуже неприємна «несподіванка». Сконфужений Мицик сконтактувався після того з Куцем, а той, будучи вже на службі НКВД, видав Мицика большевицьким катам, які зліквідували мельниківського «Крайового Провідника ОУН» Івана Мицика, заки він вспів ще комусь крім Куця сказати, що він призначений Барановським новий «Крайовий Провідник ОУН». |
Отже, працівники НКВС заарештували Мицика незадовго до німецько-радянської війни та знищили. За іншими даними зліквідований СБ ОУН.